# 소시민 (소설)
《소시민》(小市民)은 작가 이호철의 장편소설이다.
1964년 7월부터 1965년 8월까지 《세대》(世代)에 연재된 작품으로 이야기의 배경은 한국전쟁 중의 부산이다. 주인공은 스물이 채 안 된 감수성이 예민한 소년으로 이북에서 피난을 와서 완월동 제면소에 일자리를 얻고 있다. 이 작품은 이 제면소를 중심으로 주인·주인여자·일꾼 신씨·정씨·관씨·식모인 천안색시·강영감 등 여러 인물들의 이야기들을 소년의 눈을 통해 펼쳐보이고 있다. 작가는 이 작품에서 후방도시인 임시 수도 부산에서의 소시민적 생활을 보여줌으로써 전쟁의 또 다른 측면을 해부하고, 전쟁에 의한 사회적 변동을 밝히고 있다. 자전적(自傳的) 색채가 강한 작품이다.

## 등장인물

### 완월동 제면소 일꾼들과 하인들
- 나(박씨): 소설의 화자. 이북 출신으로 전쟁을 피해 부산으로 내려와 완월동 제면소에서 일하기 시작한다. 그러면서 다양한 인간군상을 만나고 관찰한다.
- 신씨(申氏): 일꾼들의 우두머리. 내성적인 성격. 가장 오랫동안 일해왔으며 일하는 데에 자부심과 편안함을 느끼고 있다. 일제강점기 때 일제 지원병으로 버마 전선에 나간 적이 있다.
- 곽씨(郭氏): 경박하고 멋부리기를 좋아한다. 천안 색시에게 추파를 던지고 있었지만 곧 단념하게 된다. 동아대학을 중퇴했다고 주장하고 있다.
- 김씨(金氏): 말수가 적고 곽씨와는 늘 티격태격한다. 일꾼으로 일하면서도 일을 그만두고 독립하려는 야망이 있다. 왼손잡이다.
- 정씨: 삼십대에 콧수염을 길렀다. 남로당 경력이 있으며, 다른 일꾼들처럼 고분고분하지 않고 주인 내외에게 자주 대든다. 그러나 시간이 흐르면서 점차 의욕을 잃어간다.
- 언국: 곽씨가 나가고 들어온 '나'와 또래인 일꾼. 상이군인으로 오른다리를 절고 있다. 익살스러운 성격으로 제면소 사람들을 곧잘 웃기곤 한다.
- 천안 색시: 주인 일가의 식모. 천안의 부농 출신인 듯하나 피난을 가던 중 남편은 징집당하고 식모살이를 하게 됐다. 일꾼 김씨와 곽씨의 구애를 받지만, 본인은 '나'에게 더 호감을 갖고 있다.
- 꼬마 식모: 천안 색시가 나가고 새로 들어온 어린 식모. 까무잡잡한 외모에 발랄하고 까불거리는 성격이다.

### 완월동 제면소 주인 일가
- 주인: 제면소의 주인. 경북 농가 출신으로 부산에 정착했다. 시대를 잘 만나 국수공장으로 나름대로 부를 얻지만, 무식하고 겁이 많아 일꾼들로부터 장사를 할 위인은 아니라는 평가를 받는다.
- 주인 마누라: 주인의 아내. 유악한 남편과 비교해 억센 인물로 집안의 주도권을 쥐고 있다. 성적으로 탐욕스러우며 성 능력이 부족한 남편을 대신해 다른 '나'를 비롯한 남자들을 유혹한다.
- 날라리: 주인의 매부로 국수 배달을 담당하고 있다. 세상 만사에 관심이 많은 호사가로 새로운 소식을 들으면 호들갑을 떨며 제면소에 알린다.
- 주인 노파: 주인 형제의 노모. 국민방위군에 있는 맏아들 '기승이'를 걱정하고 있다. 천안 색시를 아낀다.
- 주인의 형: 날품팔이 지게꾼으로 제면소 근교의 언덕집에 따로 살고 있다. 가끔씩 제면소에 찾아오며, 강 영감과도 친하다.
- 강 영감(姜- ): 제면소에서 지내는 기식가(식객)로 주인과 동향이라 한다. 늘 주눅이 들어 있고 제면소 안에서도 겉돌고 있다. 죽고 난 뒤에야 그가 일본 일교대학(히토쓰바시 대학)을 졸업하고 보도연맹에서 활동했던 인텔리 지식인이었음이 밝혀진다.

### 제면소 사람들의 가족들
- 매리(梅利): 강 영감의 딸. 본명은 '순자'였으나 개명했다. 아직 고등학생이지만 남자와의 만남에 능숙하며 '나'의 데이트 신청으로 잠시간 연인이 된다.
- 정옥: '나'를 마음에 들어한 정씨가 정혼을 권유한 누이동생.
- 천안 색시의 남편: 천안 색시와 피란 도중 징집되었다. 부상당해 입원했다가 퇴원 후 제면소를 방문한다. 그리고 얼마 있지 않아 전사한다.
- 광석이 아저씨: '나'의 먼 친척으로 함께 피란을 나왔다. 고향에서 대한청년단 단장을 역임했고, 부산에서 장사로 한몫 잡을 궁리를 하고 있다. 결국 잡화상을 차려 성공한다.
- 정씨의 맏아들: '나'가 장래를 묻자 아버지를 돕고 싶다고 한다. 후일 '나'에게 아버지 정씨의 후일담을 전해준다.
- 주인집 딸과 아들: 각각 여학교 3학년과 국민학교 6학년이다. 딸은 대학생이 되기를 고대하고 있으며 엄마인 주인 마누라와 종종 충돌한다.

### 기타 인물
- 동회 서기: 다소 건들거리고 권세를 부리는 동회 직원. 후일 주인 마누라와 불륜을 벌인다.

## 참고 자료
- 이 문서에는 다음커뮤니케이션(현 카카오)에서 GFDL 또는 CC-SA 라이선스로 배포한 글로벌 세계대백과사전의 내용을 기초로 작성된 글이 포함되어 있습니다.